# Wiesebach
Wiesebach ist ein Ortsteil der Gemeinde Nobitz im Landkreis Altenburger Land in Thüringen. Er gehörte zur Gemeinde Frohnsdorf, mit der er am 6. Juli 2018 zu Nobitz kam.

## Geographie

### Lage und Verkehr
Wiesebach befindet sich nordwestlich von Frohnsdorf im Altenburger Lösshügelland südlich des Leinawaldes am Westufer des Gewässers Wiera, welches den Ort räumlich von Frohnsdorf trennt. Die Kreisstraße 301 verbindet das Dorf verkehrsmäßig. Nördlich des Ortes befindet sich mit dem Wiesebacher Viadukt die größte Eisenbahnbrücke der ehemaligen Bahnstrecke Altenburg–Narsdorf. Sie besteht aus 17 Bögen und hat eine Länge von 330 Metern mit einer Krümmung. An der Strecke besaß der Ort zwischen 1901 und 1995 auch einen Haltepunkt.

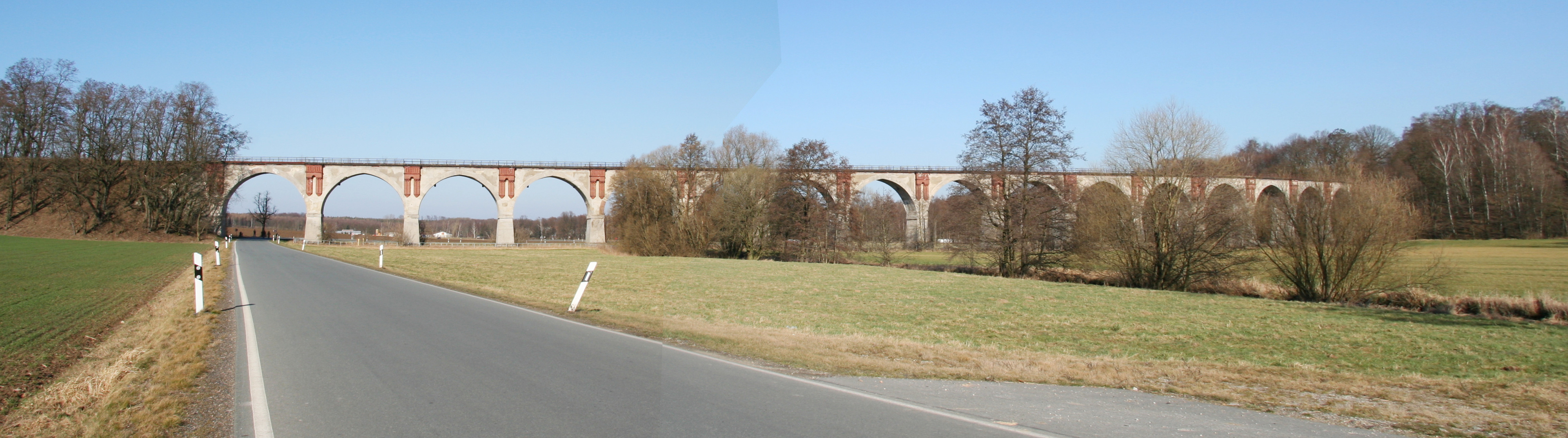
Der über 300 Meter lange Viadukt bei Wiesebach

### Nachbarorte
| Buscha       | Langenleuba-Niederhain                      |        |
| Boderitz     | Kompassrose, die auf Nachbargemeinden zeigt | Beiern |
| Uhlmannsdorf | Frohnsdorf                                  |        |

## Geschichte
Am 1. November 1291 wurde das Dorf erstmals urkundlich genannt. Seit jeher ist das Dorf landwirtschaftlich geprägt. Wiesebach gehörte zum wettinischen Amt Altenburg, welches ab dem 16. Jahrhundert aufgrund mehrerer Teilungen im Lauf seines Bestehens unter der Hoheit folgender Ernestinischer Herzogtümer stand: Herzogtum Sachsen (1554 bis 1572), Herzogtum Sachsen-Weimar (1572 bis 1603), Herzogtum Sachsen-Altenburg (1603 bis 1672), Herzogtum Sachsen-Gotha-Altenburg (1672 bis 1826). Bei der Neuordnung der Ernestinischen Herzogtümer im Jahr 1826 kam der Ort wiederum zum Herzogtum Sachsen-Altenburg. Nach der Verwaltungsreform im Herzogtum gehörte er bezüglich der Verwaltung zum Ostkreis (bis 1900) bzw. zum Landratsamt Altenburg (ab 1900). Das Dorf gehörte ab 1918 zum Freistaat Sachsen-Altenburg, der 1920 im Land Thüringen aufging. 1922 kam es zum Landkreis Altenburg.
Der Wohnplatz Wiesebach verschmolz mit Frohnsdorf südwestlich der Wiera, ein genaues Datum dafür ist jedoch nicht bekannt. Bei der zweiten Kreisreform in der DDR wurden 1952 die bestehenden Länder aufgelöst und die Landkreise neu zugeschnitten. Somit kam Wiesebach als Ortsteil der Gemeinde Frohnsdorf mit dem Kreis Altenburg an den Bezirk Leipzig, der seit 1990 als Landkreis Altenburg zu Thüringen gehörte und 1994 im Landkreis Altenburger Land aufging. Mit der Eingliederung der Gemeinde Frohnsdorf in die Gemeinde Nobitz wurde Wiesebach am 6. Juli 2018 ein Ortsteil der Großgemeinde Nobitz.